# Pehuenioperla llaima
Genre
Espèce
Pehuenioperla llaima est une espèce d'insectes plécoptères de la famille des Gripopterygidae, la seule du genre Pehuenioperla.

## Distribution
Cette espèce est endémique du Chili. Elle se rencontre dans la région d'Araucanie.

## Publication originale
- Vera, A. 2009 : Pehuenioperla llaima, nuevo género y especie de Gripopterygidae (Plecoptera) para América del Sur. Revista de la Sociedad Entomológica Argentina, vol. 68, n. 3/4, p. 317-327 (texte intégral).